# Sottoclasse di minerali
La sottoclasse di minerali è una suddivisione di secondo livello della classificazione dei minerali applicata solamente alle classi dei silicati e borati. La classificazione avviene in base alle configurazioni dei tetraedri costituiti dagli anioni silicato (SiO42-) o borato (BO33-). 
In base a questa classificazione si hanno le seguenti sottoclassi della classe dei silicati:
- Nesosilicati
- Sorosilicati
- Ciclosilicati
- Inosilicati
- Fillosilicati
- Tettosilicati

Anche i borati sono suddivisibili seguendo lo stesso schema ma tradizionalmente la suddivisione è la seguente:
- Monoborati
- Diborati
- Triborati
- Tetraborati
- Pentaborati
- Esaborati
- Ettaborati